# Соуза Франку, Антониу де
Анто́ниу Лусиа́ну Паше́ку де Со́уза Фра́нку (порт. António Luciano Pacheco de Sousa Franco; 21 сентября 1942, Оэйраш — 9 июня 2004, Матозиньюш) — португальский экономист и политик.

## Ранние годы
Родился в семье Антониу де Соуза Франку и его жены Марии де Жезуш Пашеку. Окончил Лиссабонский университет, позднее получил там докторскую ученую степень по праву, преподавал право.
В 1976 году вступил в ряды Социал-Демократической партии. В 1979 году оставил ряды парии (откололся в Независимое социал0демократическое действие) и непродолжительное время занимал пост министра финансов в правительстве Марии де Лурдеш Пинтасилгу.
Позднее был председателем Аудиторского суда Португалии. В 1995—1999 годах был министром финансов в правительстве Антониу Гутерреша.
На выборах в Европарламент в 2004 году возглавил избирательный список Социалистической партии. Во время предвыборной кампании в г. Матозиньюш оказался вовлечён в столкновение членов двух местных групп социалистов. Во время этого инцидента пережил сердечный приступ. Умер по пути в больницу.
Был женат на Марии Матилде Пессоа де Магальяйнш Фигейреду (род. 1943).

## Награды
| Страна     | Дата           | Награда                                                                   | Награда                                                                   | Литеры |
| ---------- | -------------- | ------------------------------------------------------------------------- | ------------------------------------------------------------------------- | ------ |
| Италия     | 18 июля 1990 — | Кавалер Большого креста ордена «За заслуги перед Итальянской Республикой» | Кавалер Большого креста ордена «За заслуги перед Итальянской Республикой» |        |
| Португалия | 9 июня 1995 —  | Кавалер Большого креста Военного ордена Христа                            | Кавалер Большого креста Военного ордена Христа                            | GCC    |
| Португалия | 24 июня 2005 — | Кавалер Большого креста Военного ордена Святого Якова и Меча (посмертно)  | Кавалер Большого креста Военного ордена Святого Якова и Меча (посмертно)  | GCSE   |